# Memorial Day
Il Memorial Day è il giorno nel quale gli Stati Uniti d'America commemorano i soldati americani caduti in tutte le guerre, rendendo loro omaggio. Cade ogni anno l'ultimo lunedì di maggio.

## Tradizioni
È tradizione mettere la bandiera degli Stati Uniti a mezz'asta dall'alba sino a mezzogiorno. Molte persone visitano cimiteri e monumenti, in particolare per onorare coloro che sono morti in servizio militare. Molti volontari mettono una bandiera statunitense su ogni tomba nei cimiteri nazionali.